# Phytoliriomyza tricolor
Phytoliriomyza tricolor este o specie de muște din genul Phytoliriomyza, familia Agromyzidae, descrisă de Malloch în anul 1927. Conform Catalogue of Life specia Phytoliriomyza tricolor nu are subspecii cunoscute.